# NBA All-Star Game 1993
Le NBA All-Star Game 1993 s'est déroulé le 21 février 1993 dans le Delta Center de Salt Lake City.

## Effectif All-Star de l'Est
- Michael Jordan (Bulls de Chicago)
- Joe Dumars (Pistons de Détroit)
- Shaquille O'Neal (Magic d'Orlando)
- Larry Johnson (Charlotte Hornets)
- Detlef Schrempf (Pacers de l'Indiana)
- Isiah Thomas (Pistons de Détroit)
- Dominique Wilkins (Hawks d'Atlanta)
- Patrick Ewing (Knicks de New York)
- Mark Price (Cavaliers de Cleveland)
- Scottie Pippen (Bulls de Chicago)
- Brad Daugherty (Cavaliers de Cleveland)
- Larry Nance (Cavaliers de Cleveland)

## Effectif All-Star de l'Ouest
- Charles Barkley (Suns de Phoenix)
- Hakeem Olajuwon (Rockets de Houston)
- David Robinson (Spurs de San Antonio)
- Karl Malone (Jazz de l'Utah)
- Mitch Richmond (Sacramento Kings)
- Danny Manning (Los Angeles Clippers)
- Clyde Drexler (Trail Blazers de Portland)
- John Stockton (Jazz de l'Utah)
- Chris Mullin (Warriors de Golden State)
- Tim Hardaway (Warriors de Golden State)
- Shawn Kemp (SuperSonics de Seattle)
- Dan Majerle (Suns de Phoenix)
- Sean Elliott (Spurs de San Antonio)
- Terry Porter (Trail Blazers de Portland)

## Concours
Vainqueur du concours de tir à 3 points : Mark Price
Vainqueur du concours de dunk : Harold Miner